# 日本童謡学会
一般社団法人日本童謡学会（にほんどうようがっかい）は、童謡の正しい伝承と普及を図るための法人。会員は、会の趣旨に賛同する童謡の専門家、および広く一般の童謡愛好家（推進会員）で構成され、各界の著名人なども同学会の運営に賛同している。正式名称は「一般社団法人日本童謡学会」。

## 役員構成
- 代表理事 三代目海沼実
- 名誉総裁 寬仁親王妃信子

- 専務理事 髙田真理（日本国際童謡館理事長）、益田恵（全音連事務局長）
- 理事 山田真治（松本短期大学教授）、星僚太朗（童謡100年プロジェクト代表）、加藤三智（作詞家・加藤省吾次女）

- 監事 小林勝彦（小林勝彦税理士事務所）

## 沿革
- 2018年11月20日に法人化。初代の代表理事には、最後の童謡作曲家と称される海沼實の孫にあたる三代目海沼実が就任。
- 2019年1月31日に海沼實の門下生で現・参議院議員議長の名誉理事長山東昭子が三代目海沼実とともに設立記者会見。
- 2019年9月に松本短期大学で第一回の全国大会を挙行。
- 2019年12月1日に「童謡を活用した被災地支援活動」を表明して名誉総裁の寬仁親王妃信子と代表理事の三代目海沼実が基調講演。
- 2020年2月7日に被災地支援チャリティーと題した品川区との共催事業を成功させて以降、全国各地で行政とのタイアップ事業を展開。

## 日本童謡学会の賛同者（順不同）
- 坂東玉三郎 (5代目)（歌舞伎役者・人間国宝）
- 山田洋次（映画監督）
- 大村智（北里大学特別栄誉教授・ノーベル生理学医学賞）
- 川田美智子（元童謡歌手）
- 小林大康（大本山護国寺貫首）
- 山下泰裕（日本オリンピック協会会長）
- 名執雅子（元法務省矯正局長）
- 加藤和也（ひばりプロダクション）
- 井上康生（柔道日本代表監督）

ほか